# Dex Media
Pour les articles homonymes, voir Dex et DXM.
Dex Media, Inc. est une entreprise créée en 2013 par la fusion de SuperMedia et de Dex One, elles-mêmes nées de la scission d'AT&T.
L'action était cotée NASDAQ sous le code DXM.

## Activité
Éditeur de "pages jaunes".

## Histoire
La fusion entre SuperMedia et Dex One fut annoncée le 21 août 2012 et terminée le 30 avril 2013. DEX Media a été cotée au NASDAQ sous le code DXM à partir du 1er mai 2013.
En 2006 la société fait l'objet d'une offre d'achat par RH Donneley et le titre est retiré de cotation.

## Structure
Dex Media a son siège à Dallas, avec des bureaux dans 43 états.